# Калининградский пограничный институт ФСБ России
Калининградский пограничный институт Федеральной службы безопасности Российской Федерации — федеральное государственное казенное образовательное учреждение высшего профессионального образования, одно из старейших военно-учебных заведений Погранслужбы России.

Флаг Пограничной службы ФСБ России

Институт осуществляет подготовку специалистов по направлениям:
- пограничное;
- техническое;
- оперативное.

В Институте трудится более 150 кандидатов и докторов наук. С 1998 года действует адъюнктура, осуществляющая подготовку научных и педагогических кадров по специальностям технического, юридического и педагогического направлений.

## История

Нарукавный знак Калининградского пограничного института

Основан на технической базе Калининградского высшего инженерного ордена Ленина Краснознаменного училища инженерных войск им. А. А. Жданова (КВИУИВ), которое в 1995 году было переведено в г. Кстово Нижегородской области. 
Приказ о создании института подписан 26 декабря 1995 года. 
Первый набор курсантов был осуществлен в 1996 году.
До 2003 года институт относился к Федеральной Пограничной службе РФ, которая являлась самостоятельным ведомством, и назывался «Калининградский военный институт ФПС России».
В различные периоды обучалось от 500 до 2500 человек. Мощный профессорско-преподавательский состав обеспечивает высокий уровень подачи материала и привития практических навыков.
В 2012 году, при поддержке благотворителей, восстановлен силами курсантов и сотрудников учебного заведения Храм преподобного Илии Муромца РПЦ МП. Святой Илья Муромец является покровителем пограничников. Епископ Балтийский Серафим освятил церковь в день Введения во храм Пресвятой Богородицы. По установившейся традиции на этот день назначен и Храмовый праздник. Считается, что начало этому обычаю положил в 1894 году министр финансов Российской Империи и шеф Отдельного Корпуса пограничной стражи Сергей Витте, подписав соответствующий приказ.

## Начальники
В настоящее время начальником института является генерал-майор Александр Александрович Морусов.